# Iconclass
Iconclass — система классификации для коллекций изображений и текстов с идеей создания больших баз данных, содержащих конкретные детали, предметы и другие общие сведения о музейных и подобных им коллекциям. Система была разработана в 1970-е годы под руководством Хенри ван де Ваала (нидерл. Henri van de Waal), после его смерти продолжает расширяться. В настоящее время Iconclass используется Государственным бюро документации истории искусства (нидерл. Rijksbureau voor Kunsthistorische Documentatie, сокр. RKD) в Гааге, проектом MNEMOSYNE, Марбургским фотоархивом и другими небольшими проектами, ведутся работы с целью получения более широкого признания.